# Short Shirl
Le Short Shirl est un prototype d’avion militaire de la Première Guerre mondiale réalisé en Grande-Bretagne par Short Brothers en 1918. C’était un biplan monoplace, conçu pour opérer depuis les premiers porte-avions de la Royal Navy, et attaquer les navires ennemis avec une torpille de gros calibre. La production prévue fut annulée après l’Armistice du 11 novembre 1918. Après la guerre, l’appareil fut modifié dans une tentative (infructueuse) de première traversée sans escale de l’océan Atlantique.